# 茹唐-梅泽里
茹唐-梅泽里（法語：Jouxtens-Mézery）是瑞士联邦西部法语区的沃州下设的一个镇。在行政上属于洛桑区管辖。茹唐-梅泽里的总面积为1.93平方公里。截至2010年底，总人口为1,336。